# Gaspar Claus
Gaspar Claus (* 21. August 1983) ist ein französischer Cellist, der im Bereich der Alternative und der Improvisationsmusik tätig ist und Filmmusik komponiert.

## Leben und Wirken
Claus ist der Sohn des Flamencogitarristen Pedro Soler. Er interessierte sich früh fürs Cello und begann im Alter von fünf Jahren mit dem Cellospiel. Er erhielt eine klassische Ausbildung an französischen Konservatorien, etwa am Pariser Konservatorium bei Philippe Muller, beschäftigte sich aber, seitdem er Aufnahmen von Tom Cora hörte, intensiv mit der Erweiterung des Celloklangs. Dabei nutzt er den gesamten Korpus des Instruments (Holz, Metall und Rosshaar), um ein Universum von Klängen zu schaffen, das er bei seinen Improvisationen mit vielen Künstlern einsetzt.
Claus gehörte zu den Gruppen Le Chat de Schrödinger, Orchard und seit 2017 zum Streichtrio Vacarme, das er mit Carla Pallone und Christelle Lassort gründete. Das Ensemble ist auf Crossover-Projekte zwischen moderner Klassik und Popmusik spezialisiert. Im Duo mit seinem Vater Pedro Soler nahm er die Alben Barlande (2011) und Al Viento (2016) für InFiné auf. 2013 erschien sein Debütalbum Jo Ha Kyū. 2021 folgte sein Soloalbum Tancade, das von der Kritik hoch gelobt wurde.
Claus war zudem an mehreren Alben von Rone beteiligt. Er hat mit Ryūichi Sakamoto, Catherine Jauniaux, Beñat Achiary, Umezu Kazutoki, Kazuki Tomokawa, Otomo Yoshihide, Keiji Haino, Sachiko M. und Joëlle Léandre ebenso zusammengearbeitet wie mit den Singer-Songwritern Barbara Carlotti und Flavien Berger. Weiterhin wurde sein Spiel durch die Zusammenarbeit mit Sufjan Stevens, Bryce Dessner (The National), Jim O’Rourke, Matt Elliott (Third Eye Foundation), Casper Clausen (Efterklang) und Serge Teyssot (Noir Désir) geprägt.
2023 trat Claus zusammen mit seinem Vater Pedro Soler im Dokumentarfilm Entrañas (Regie: Thomas Rabillon) auf, der auf Arte veröffentlicht wurde.
Darüber hinaus hat Gaspar Filmmusiken für Vincent Moon und Colin Solal geschaffen, aber auch für den Film Makala von Emmanuel Gras, der beim Cannes Film Festival den Kritikerpreis erhielt. 2021 veröffentlichte er eine EP mit seinem Soundtrack für die Kurzfilmreihe „Hobbies“ auf Canal+.
Auf dem von ihm gegründeten Label Festival Permanent dokumentierte Claus einige seiner musikalischen Begegnungen und seine Suche nach Kompositionen, die sich gängigen Genres entziehen.

## Diskografie (Auswahl)
- Jo Ha Kyū (2013)
- Tancade (InFiné / Les Disques du Festival Permanent 2021)
- 2359 (EP, 2022)
- Scaphandre (EP, 2023)
- Le Fil (Original Soundtrack, 2024) – zum gleichnamigen Film von Daniel Auteuil, offizieller Beitrag (außer Konkurrenz) bei den Filmfestspielen von Cannes[10]
- Un Monde Violent (Original Soundtrack, 2025) – zum Film von Maxime Caperan[11]

### Kollaborative Projekte
- Pedro Soler, Gaspar Claus: Barlande (InFiné 2011)
- Pedro Soler, Gaspar Claus: Al Viento (InFiné 2016)
- Marion Cousin & Gaspar Claus: Jo estava que m’abrasava (Les Disques du Festival Permanent 2016)
- Gaspar Claus & Casper Clausen: Claus & Clausen (Les Disques du Festival Permanent 2016)
- Inés Bacán, Pedro Soler & Gaspar Claus Serrana (Les Disques du Festival Permanent 2017)
- Kintsugi: Yoshitsune (Intervalle Triton, Les Disques du Festival Permanent 2017, mit Serge Teyssot-Gay und Kakushin Nishihara)
- Vacarme (Les Disques du Festival Permanent 2018, mit Carla Pallone und Christelle Lassort)[4]